# Jo Akepsimas

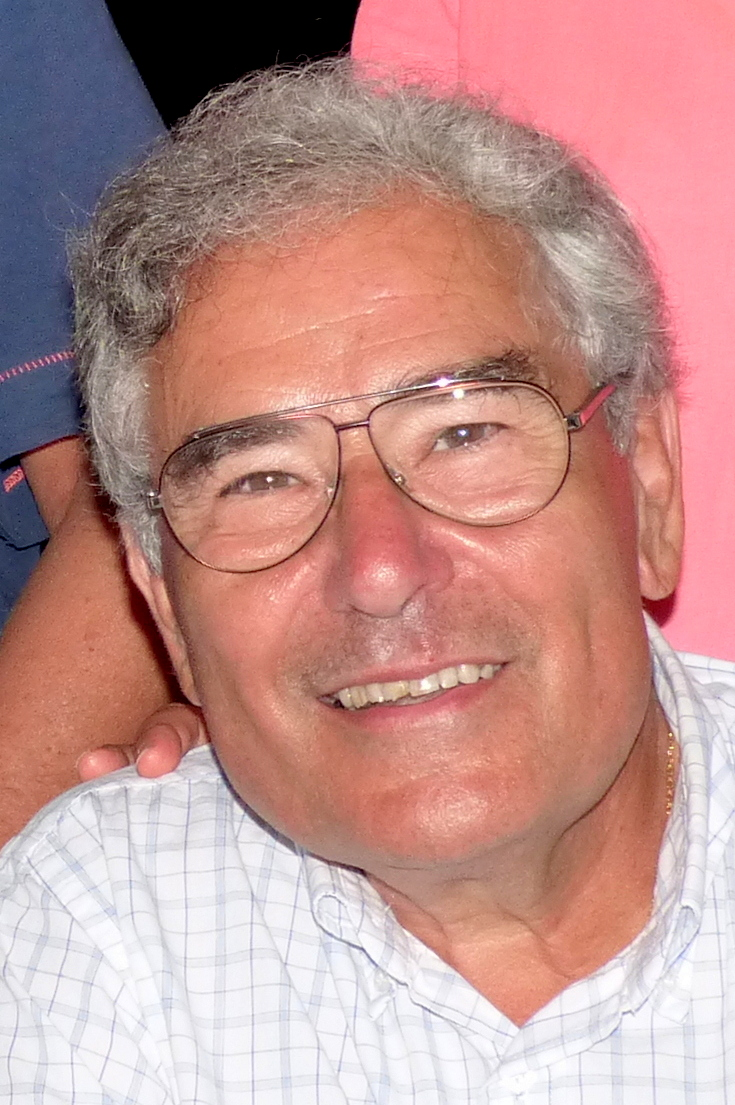
Jo Akepsimas (2015)

Jo Akepsimas (* 14. April 1940 in Athen) ist ein griechisch-französischer Chansonnier und Komponist.

## Leben und Wirken
Seit 1958 lebt er in Frankreich. Akepsimas studierte Philosophie, Literaturwissenschaften und Musik und promovierte mit einer Arbeit über Platon.
1969 gründete Akepsimas die Gruppe „Crëche“ mit.
Aus Interesse an der katholischen Liturgie und der ihr zu Grunde liegenden Theologie widmet sich Akepsimas seit seinem 28. Lebensjahr ganz der gottesdienstlichen Musik und der Liturgie. Er schuf einen sehr persönlich geprägten Stil, der von Choral, Jazz, Blues, Chanson und Folklore geprägt ist. 1968 veröffentlichte Akepsimas sein erstes Album: die Messe „Leute, klatscht in die Hände“. In seinem liturgischen Schaffen arbeitet er mit renommierten Dichtern zusammen: Didier Rimaud, Claude Bernard, Raoul Mutin und wiederholt mit Michel Scouarnec. Er ist der Autor zahlreicher Neuer geistlicher Lieder und Kinderlieder. Sie gehören zum festen Bestandteil frankophoner Kirchengesangbücher.
Ein zweiter Schwerpunkt seiner Arbeit ist die Musik für Kinder. Dabei stehen – insbesondere religiöse – volkstümliche sowie katechetische Lieder und die Liturgie im Mittelpunkt. Mit Marie-Annick Rétif alias Mannick, schuf Akepsimas dabei rund 500 Lieder.
2021 wurde ihm die musikalische Leitung der von Papst Franziskus in Athen gehaltenen Messe übertragen.

## Werke
- Im Dunkel unsrer Ängste (Text: Michel Scouarnec; Übertragung: Diethard Zils) (MG 296)
- Nous avons vu les pas de notre Dieu („Wir haben Gottes Spuren festgestellt“; 1973; GL (Diözesanteil Würzburg) 821; EG-West 648, EG-Baden-Elsass-Lothringen-Pfalz 665, EG-Württemberg 656, MG 406; Schweiz: Katholisches Gesangbuch 183, Christkatholisches Gebet- und Gesangbuch 928)
- Aube nouvelle dans notre nuit (Text: Michel Scouarnec, deutsch „Suchen und fragen“, Übertragung: Diethard Zils, GL 457)
- Menschen auf dem Weg
- Neuer Morgen
- Halleluja, singt unser’m Gott
- Qui es-tu, roi d’humilité? (Text: Didier Rimaud; Arc-en-ciel 380)

## Diskographie
(unvollständig)
- 1968: Peuples battez des mains
- 1976: Jo Akepsimas chante pour les enfants
- 1978: Lumière de midi
- 1979: En lettres de lumière
- 1979: La chanson de l’Évangile
- 1985: Chante pour les enfants – 4 et 3 font 8
- 1989: Sur les routes de l’Alliance. Signes par milliers. Messe de l’Alliance
- 1991: Chants liturgiques. Messes et chants pour l’eucharistie.
- 1993: La farandole des animaux
- 1997: Du côté de Noël
- 1997: Il nous précède en Galilée
- 1998: Anthologie des chants liturgiques
- 2000: Mannick et Jo chantent Noël pour les enfants
- 2000: Petit bonhomme – avec Jo Akepsimas
- 2000: Cigales
- 2000: Jo Akepsimas chante pour les enfants
- 2004: La chanson de l’Évangile
- 2004: Messe pour toute l’année, en famille, en Église
- 2004: Messe „Pour un dernier adieu“, célébration des funérailles
- 2004: Chants liturgiques: Anthologie (5 CD)